# 贛県区
贛県区（かんけん-く）は中華人民共和国江西省贛州市に位置する市轄区。

## 歴史
2016年9月、贛県廃止に伴い、贛県区が発足。

## 行政区画
- 鎮:梅林鎮、王母渡鎮、沙地鎮、江口鎮、田村鎮、南塘鎮、茅店鎮、吉埠鎮、五雲鎮、湖江鎮、儲潭鎮、韓坊鎮
- 郷:陽埠郷、大埠郷、長洛郷、大田郷、石芫郷、三渓郷、白鷺郷

## 交通

### 鉄道
- 中国国家鉄路集団
  - 昌贛旅客専用線
    - 贛県北駅

  - 京九線
  - 贛瑞竜線

### 道路
- 高速道路
  - 厦蓉高速道路
  - 南韶高速道路
  - 贛州環状高速道路
- 国道
  - G105国道
  - G323国道